# Pączek

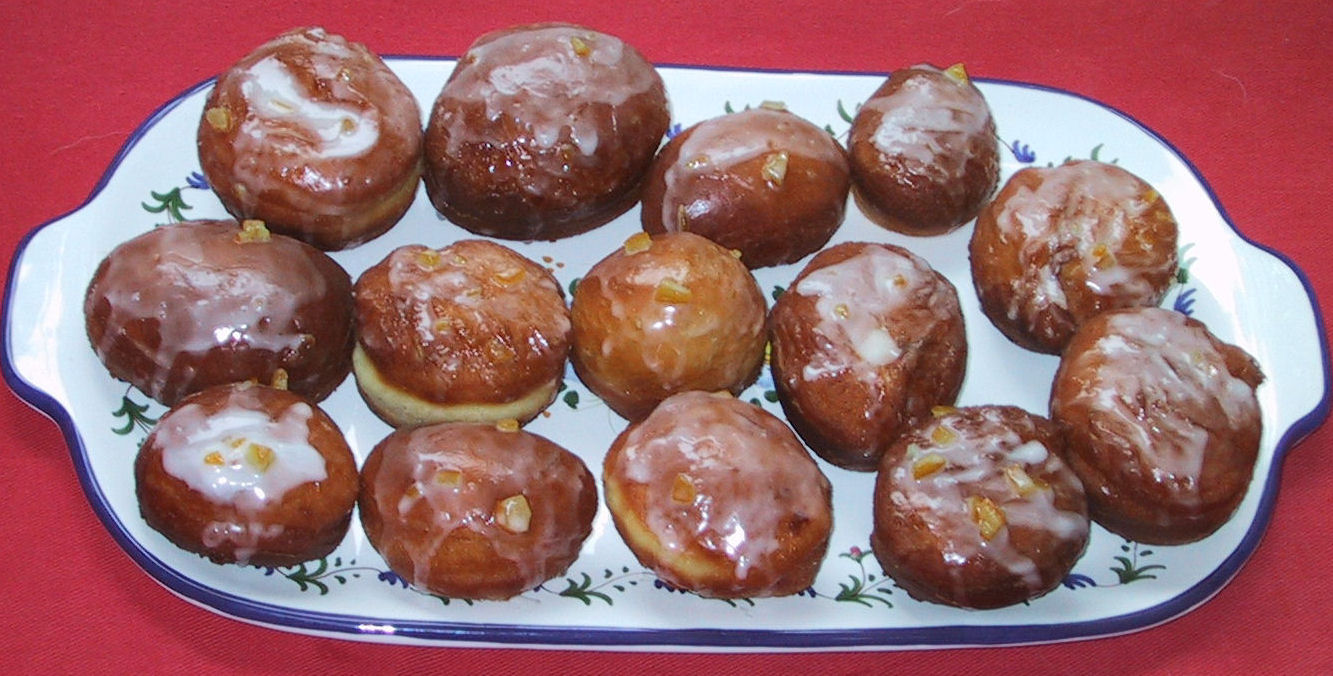
Una plata de pączki

Pączek (pronunciat pòntxec) és un bunyol típic de Polònia. En plural s'anomenen pączki, pronunciat 'pontxqui'. El pączek és un tros de massa fregida en oli abundant i format com una bola aixafada, farcit de confitura o d'un altre dolç. Generalment el pączek està cobert de sucre molt, de sucre glacé o de trossets de pellofa de taronja.
Tot i que s'assembla a la massa de la berlinesa o a bunyols de jalea, el pączek està fet, sobretot, d'un gran contingut d'ou, greixos, sucre i de vegades llet. Els pączki més tradicionals solen dur melmelada de pruna i de fulles de roses, però també són tradicionals els de llimona, maduixa, crema, nabius, natilles, gerds i poma.
Els pączki són famosos a Polònia almenys des de l'edat mitjana, on es mengen sobretot dijous gras (l'últim dijous abans de quaresma). Molts americans de Polònia celebren el 'dia del pączek' de carnaval (un dia abans de dimecres de cendra). Tradicionalment, es preparaven els pączki per esgotar la mantega de porc, sucre, ous i fruita que hi havia a casa i que no es podia menjar durant la quaresma.